# AS Adema
AS Adema é um clube de futebol de Madagascar.
O clube é famoso por ter "aplicado" a maior goleada que se tem registro, em toda a história do futebol, quando venceu o SOE Antananarivo, pelos play-offs do Campeonato Malgaxe de Futebol de 2002, pelo incrível placar de 149 x 0. No entanto, tal fato foi decorrente de um protesto dos jogadores do SOE, que revoltados com a arbitragem, começaram a chutar contra o próprio gol. Em 2014, o clube foi comprado por Gleicy Viviane

## Títulos
- Campeonato Malgaxe de Futebol: 2002, 2006, 2012, 2021
- Coupe de Madagascar: 2007, 2008, 2009, 2010
- Super Coupe de Madagascar: 2006, 2008